# 彼得·登顿
彼得·登顿（英語：Peter Denton，1926年6月10日—2000年12月3日），澳大利亚男子田径运动员。他曾代表澳大利亚参加1950年和1954年大英帝国和英联邦运动会田径比赛，获得一枚铜牌。